# Triatlon under sommer-OL 2020
Triatlon under Sommer-OL 2020 afvikles over tre discipliner, hvor de to er de traditionelle individuelle konkurrencer for herrer og damer, mens den nye disciplin er mixed hold. 

## Turneringsformat
Triatlonkonkurrencerne bliver afviklet individuelt for både for damer og mænd med samlet start, hvor der ud fra kvalifikationen kan være op til 55 deltagere i hver af de to konkurrencer. Hver konkurrence er over en distance på 1,5 km svømning, 40 km cykling og 10 km løb. Efter svømningen og mellem cyklingen og løbet skal deltagerne gennem en skiftezone, hvor tøj og sko skal skiftes inden næste del-disciplin kan påbegyndes. 
I mixed hold konkurrencen deltager 4 udøvere (dame – herre – dame – herre). Distancerne for den enkelte udøver er 300 m svømning, 8 km cykling og 2 km løb og der gælder de samme regler, som ved de individuelle konkurrencer,  gennem skiftezonen.

## Tidsplan
| H/D    | Dato      | Start tid |
| ------ | --------- | --------- |
| Herrer | 27. juli  | 08:00     |
| Damer  | 28. juli  | 08:00     |
| Mixed  | 1. august | 08:00     |

## Medaljefordeling

### Medaljevinderne
| Medaljetagere | Medaljetagere                                                                         | Medaljetagere                                                        | Medaljetagere                                                                   |
| ------------- | ------------------------------------------------------------------------------------- | -------------------------------------------------------------------- | ------------------------------------------------------------------------------- |
| Disciplin     | Guld                                                                                  | Sølv                                                                 | Bronze                                                                          |
| Damer         | Flora Duffy · Bermuda                                                                 | Georgia Taylor-Brown · Storbritannien                                | Katie Zaferes · USA                                                             |
| Herrer        | Kristian Blummenfelt · Norge                                                          | Alex Yee · Storbritannien                                            | Hayden Wilde · New Zealand                                                      |
| Mixed hold    | Storbritannien · Jess Learmonth · Jonathan Brownlee · Georgia Taylor-Brown · Alex Yee | USA · Katie Zaferes · Kevin McDowell · Taylor Knibb · Morgan Pearson | Frankrig · Léonie Périault · Dorian Coninx · Cassandre Beaugrand · Vincent Luis |

### Medaljetabel
| Rank              | Nation            | Guld | Sølv | Bronze | Total |
| ----------------- | ----------------- | ---- | ---- | ------ | ----- |
| 1                 | Storbritannien    | 1    | 2    | 0      | 3     |
| 2                 | Norge             | 1    | 0    | 0      | 1     |
| 2                 | Bermuda           | 1    | 0    | 0      | 1     |
| 4                 | USA               | 0    | 1    | 1      | 2     |
| 5                 | New Zealand       | 0    | 0    | 1      | 1     |
| 5                 | Frankrig          | 0    | 0    | 1      | 1     |
| Total (6 nations) | Total (6 nations) | 3    | 3    | 3      | 9     |